# 자외선 가시광선 분광법

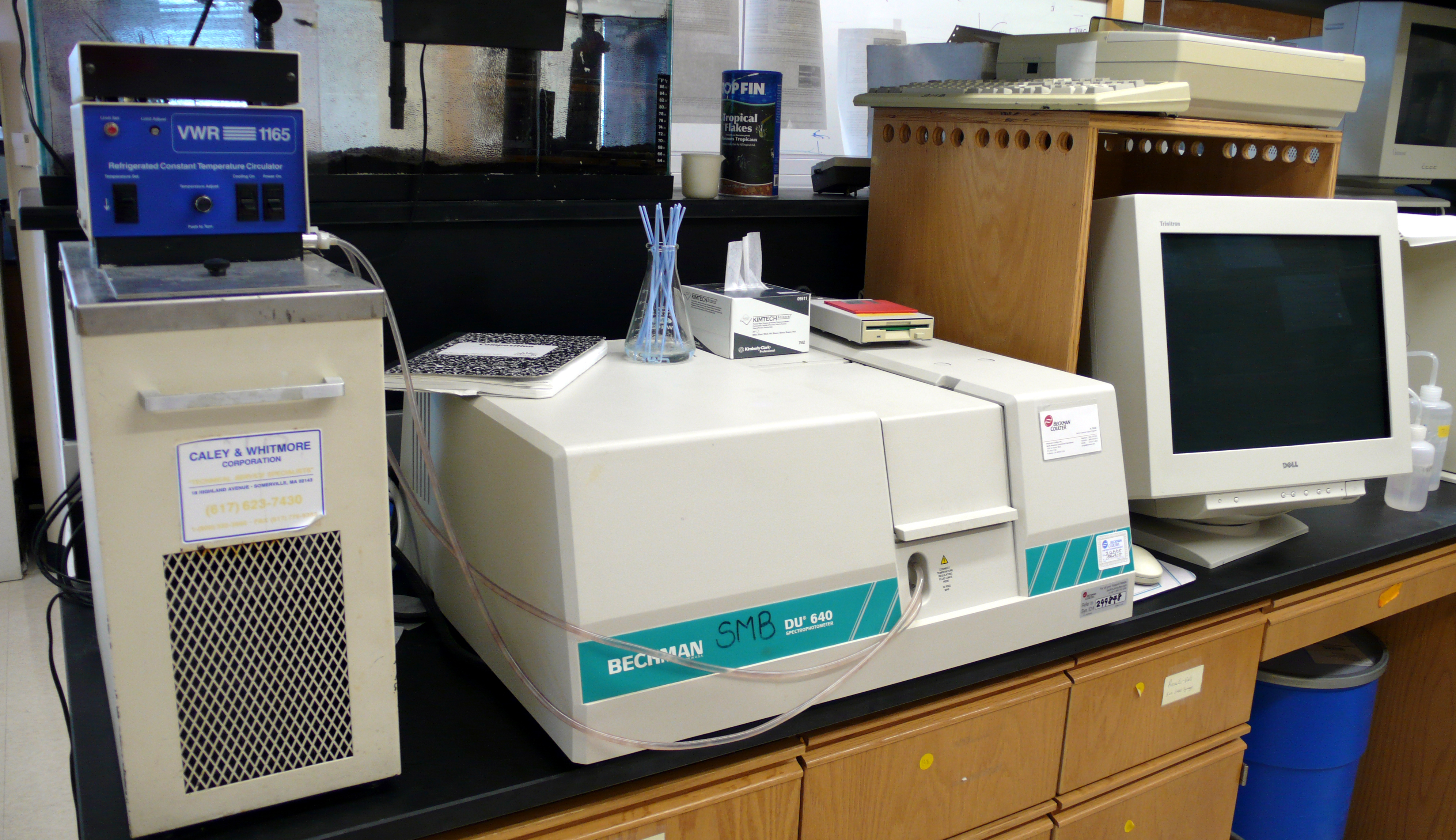
Beckman DU640 UV/Vis 분광기.

자외선 가시광선 분광법(紫外線可視光線分光法, 영어: ultraviolet–visible spectroscopy)는 자외선 파장을 쏘아 화합물의 농도를 측정하는 방법이다. 마이크로 캡슐의 방출 거동을 측정하기 위해 마이크로캡슐을 첨가한 용액을 교반한 후 일정 시간마다 상층 액을 위해서 326nm(예시)에서 UV흡광도를 측정하였다.

## 같이 보기
- 자외선